# Encyclia unaensis
Encyclia unaensis är en orkidéart som beskrevs av Jack Archie Fowlie. Encyclia unaensis ingår i släktet Encyclia och familjen orkidéer. Inga underarter finns listade i Catalogue of Life.